# 喀什专区
喀什专区，中国已撤消的专区。1949年置。
原属新疆省，在今新疆维吾尔自治区西南部。辖疏附、疏勒、乌恰、巴楚、英吉沙、阿图什、岳普湖、蒲犁、伽师等县。专员公署驻疏附县。1952年设喀什市。1954年乌恰、阿图什二县划归克孜勒苏柯尔克孜自治州；蒲犁县改设塔什库尔干塔吉克自治县。1955年撤销，辖县划归南疆行政公署直辖。1956年恢复喀什专区；原莎车专区的莎车、泽普、叶城、麦盖提四县划入。1970年改置喀什地区。 